# Quận Shoshone, Idaho
Quận Shoshone là một quận thuộc tiểu bang Idaho, Hoa Kỳ.
Quận này được đặt tên theo bộ lạc thổ dân Mỹ Shoshore. Theo điều tra dân số của Cục điều tra dân số Hoa Kỳ năm 2000, quận có dân số người, dân số năm 2007 là 13.771. Quận lỵ đóng ở Wallace.6

## Địa lý
Theo Cục điều tra dân số Hoa Kỳ, quận có diện tích 6826 km2, trong đó có 4 km2 là diện tích mặt nước.